# 腓特烈 (黑森-埃施韋格)

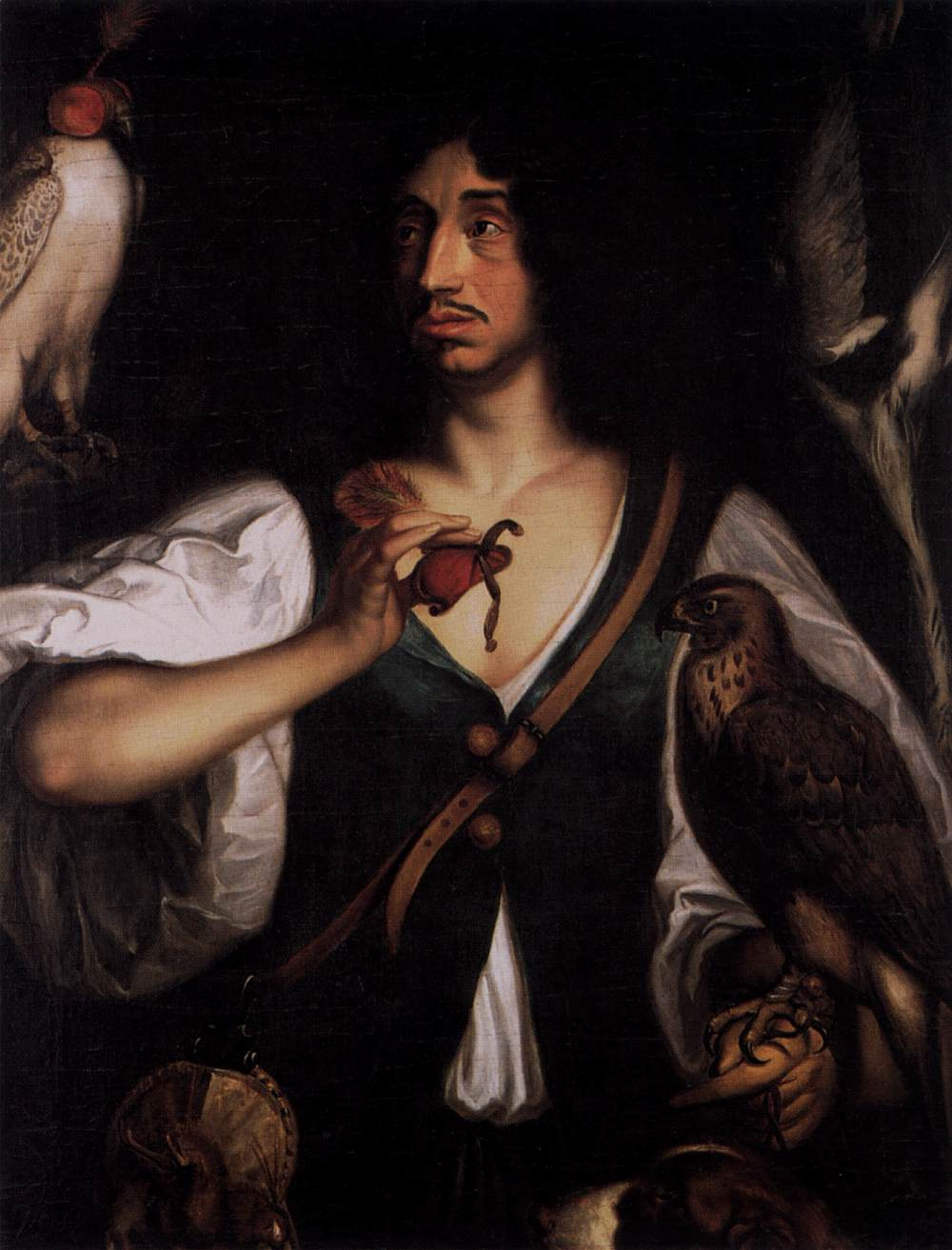

腓特烈（德語：Friedrich von Hessen-Eschwege，1617年5月9日—1655年9月24日），黑森-埃施韋格伯爵，莫里茲與第二任妻子朱麗安妮的第四子。

## 家庭
1646年，腓特烈與普法爾茨-茨魏布呂肯-克萊堡的艾蕾諾爾·凱薩琳結婚，兩人共有三個女兒：
1. 克莉絲汀（英语：Princess Christine of Hesse-Eschwege）（1648年—1702年）
2. 朱麗安妮（英语：Juliana of Hesse-Eschwege）（1652年—1693年）
3. 夏洛特（1653年—1708年）